# Spike S-512
Spike S-512 — проектируемый сверхзвуковой пассажирский самолёт (сверхзвуковой бизнес-джет), разрабатываемый  американской аэрокосмической фирмой Spike Aerospace, базирующейся в Бостоне, штат Массачусетс.

## Дизайн
Бизнес-джет позволит сократить время длительных перелётов для деловых и частных путешественников, например, из Нью-Йорка в Лондон, до всего трёх-четырёх часов вместо шести-семи. В самолёте не будет окон для пассажиров, вместо этого он будет оснащён крошечными камерами, отправляющими кадры на тонкие изогнутые дисплеи, расположенные на внутренних стенках фюзеляжа.

## Разработка
В начале 2014 года компания планировала продвигать проект выставкой на авиашоу Авиашоу Ошкош-2014. Тогда Spike рассчитывала запустить самолет к декабрю 2018 года. 
В январе 2017 года планировалось запустить прототип дозвуковой версии летом 2017 года для демонстрации низкоскоростных аэродинамических лётных характеристик, перед серией более крупных прототипов и сверхзвуковой демонстрации к концу 2018 года; Spike намеревалась сертифицировать S-512 к 2023 году. К весне 2018 года Spike изучила вариант от 40 до 50 мест для 13 миллионов пассажиров, заинтересованных в сверхзвуковом транспорте, прогнозируемом к 2025 году. В сентябре 2018 года Spike намеревалась запустить S-512 к началу 2021 года и начать поставки в 2023 году. В июне 2021 года сообщалось, что Spike всё ещё разрабатывает 18-местную версию.

## Характеристики
Данные от Spike:
Общая характеристика
- Вместимость: 18 пассажиров
- Длина: 122 фута (37 м)
- Размах крыльев: 58 футов (18 м)
- Пустой вес: 47 250 фунтов (21 432 кг)
- Максимальный взлетный вёс: 115 000 фунтов (52 163 кг)
- Вместимость топливных баков: 56 000 фунтов
- Силовая установка: 2 × двигателя, 20 000 lbf (89 кН) каждый

Эксплуатационные качества
- Максимальная скорость: 1033 kn (1189 миль/час, 1913 км/ч) Mach 1.8
- Крейсерская скорость: 918 kn (1056 миль/час, 1700 км/ч) Mach 1.6
- Диапазон: 6200 морских миль (7100 миль, 11 500 км)
- Потолок по высоте: 50 000 футов (15 000 м)